# Britomart Transport Centre
Britomart Transport Centre – centrum i węzeł transportu publicznego w Auckland, w Nowej Zelandii, a na północnym końcu North Island Main Trunk. Łączy on w sobie komunikację autobusową z dworcem kolejowym w dawnym urzędzie pocztowym w stylu edwardowskim, rozbudowanym o elementy post-modernistycznej architektury. Znajduje się u podnóża Queen Street, głównej handlowej arterii centrum Auckland, z głównym terminalem promowym po drugiej Quay Street.
Stacja kolejowa jest jedną z nielicznych podziemnych stacji kolejowych obsługiwanych przez pociągi spalinowe.